# Staatsliga (Feldhandball) 1960
Die Österreichische Feldhandballmeisterschaft 1960 wurde vom Österreichischen Handballbund ausgerichtet und im Feldhandball ausgespielt.
Die Meisterschaft wurde in einem Cupsystem mit den jeweiligen Landesmeistern als Teilnehmern vergeben. Hierbei konnte sich der steirische Meister ATUS Bruck relativ klar durchsetzten. Der deutliche Auswärtssieg von 8:2 im Finalhinspiel gegen Urfahr, die gleich drei Vierzehnmeter vergaben und sieben Stangeschüsse landeten, legte den Grundstein für den Erfolg.
| Viertelfinale Herren 1959–60                 | Viertelfinale Herren 1959–60 | Viertelfinale Herren 1959–60 | Viertelfinale Herren 1959–60 |
| -------------------------------------------- | ---------------------------- | ---------------------------- | ---------------------------- |
| ESV Ostbahn XI – ATUS Bruck                  |                              |                              | 4:10                         |
| SC Eggenberg – ATSV Urfahr                   |                              |                              | 6:10                         |
| UHC Schwaz – ATSV Salzburg                   |                              |                              | 14:16                        |
| Blau-Weiß Feldkirch – Amateure St. Veit/Glan |                              |                              | 9:10                         |
| Halbfinale Herren 1959–60                    |                              |                              |                              |
| ATSV Urfahr – ATSV Salzburg                  |                              |                              | 14:8                         |
| ATUS Bruck – Amateure St. Veit/Glan          |                              |                              | 13:4                         |
| Final Herren 1959–60                         |                              |                              |                              |
| ATSV Urfahr – ATUS Bruck                     | 2:8                          | 6:7                          | 8:15                         |